# Абдулов, Альберт Шархуллович
Альбе́рт Шарху́ллович Абду́ллов (род. 9 ноября 1964, Казань, ТатАССР, СССР) — советский спортсмен, призёр чемпионата Европы и кубка мира по спортивной акробатике.

## Биография
Спортом занимался в ДЮСШ НГДУ «Альметьевнефть», где тренировался у Владимира Кудряшова. Мужская четвёрка в составе И. Чернова, А. Каюмова, Ю. Колесникова и Абдулова входила в состав сборной РСФСР, ДСО «Труд», принимала участие в открытии московской Олимпиады в 1980 году. В дальнейшем Иван Чернов и Альберт Абдуллов перебрались в Тольятти, где их тренером стал Виталий Гройсман.

## Достижения
На чемпионате Европы 1987 года в составе четвёрки вместе с В. Амбролидзе, И. Якушовым и И. Черновым завоевал серебро в многоборье, бронзу в балансовых и динамических упражнениях. На проходившем в том же году в Батон-Руже Кубке мира тольяттинская четвёрка стала второй в многоборье и динамических упражнениях и третьей в балансовых.